# Hello, I'm Dolly
Hello, I'm Dolly je prvi studijski album ameriške country pevke Dolly Parton. Leta 1967 ga je izdala založba Monument

## Seznam pesmi
| Stran 1 | Stran 1                      | Stran 1            | Stran 1 |
| Št.     | Naslov                       | Pisec              | Dolžina |
| ------- | ---------------------------- | ------------------ | ------- |
| 1.      | „Dumb Blonde‟                | Curly Putman       | 2:27    |
| 2.      | „Your Ole Handy Man‟         | Dolly Parton       | 2:08    |
| 3.      | „I Don't Want to Throw Rice‟ | Parton, Bill Owens | 2:24    |
| 4.      | „Put It Off Until Tomorrow‟  | Parton, Owens      | 2:25    |
| 5.      | „I Wasted My Tears‟          | Parton, Owens      | 2:18    |
| 6.      | „Something Fishy‟            | Parton             | 2:07    |

| Stran 2         | Stran 2                     | Stran 2          | Stran 2 |
| Št.             | Naslov                      | Pisec            | Dolžina |
| --------------- | --------------------------- | ---------------- | ------- |
| 1.              | „Fuel to the Flame‟         | Parton, Owens    | 2:39    |
| 2.              | „The Giving and the Taking‟ | Parton, Owens    | 2:25    |
| 3.              | „I'm in No Condition‟       | Parton           | 2:13    |
| 4.              | „The Company You Keep‟      | Parton, Owens    | 2:33    |
| 5.              | „I've Lived My Life‟        | Lola Jean Dillon | 2:28    |
| 6.              | „The Little Things‟         | Parton, Owens    | 2:29    |
| Skupna dolžina: | Skupna dolžina:             | Skupna dolžina:  | 28:36   |

## Povezave
- Hello, I'm Dolly